# Kanton Merville

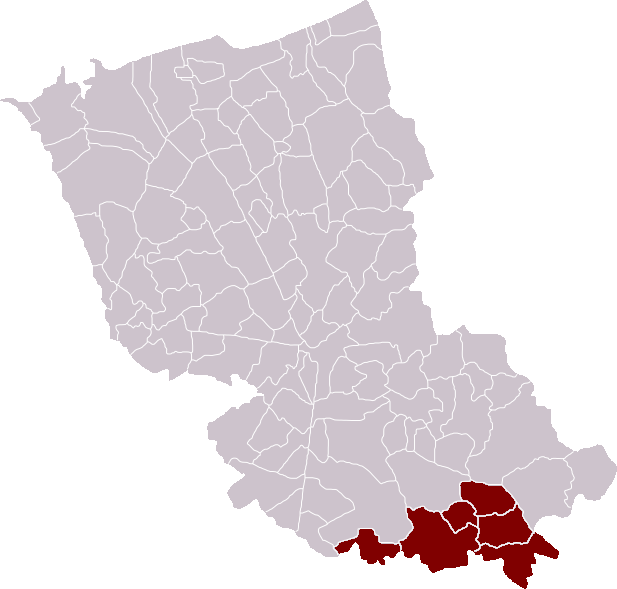
Kanton Merville im Arrondissement Dunkerque

Der Kanton Merville war bis 2015 ein französischer Kanton im Arrondissement Dunkerque im Département Nord und in der Region Nord-Pas-de-Calais. Sein Hauptort war Merville. Vertreter im Generalrat des Departements war zuletzt von 2008 bis 2015 Jacques Parent.

## Gemeinden
Der Kanton bestand aus sechs Gemeinden:
| Gemeinde     | Einwohner Jahr | Fläche km² | Bevölkerungsdichte | Code INSEE | Postleitzahl |
| ------------ | -------------- | ---------- | ------------------ | ---------- | ------------ |
| Le Doulieu   | 1.433 (2013)   | 11,74      | 122 Einw./km²      | 59180      | 59940        |
| Estaires     | 6.083 (2013)   | 12,82      | 474 Einw./km²      | 59212      | 59940        |
| La Gorgue    | 5.850 (2013)   | 15,03      | 389 Einw./km²      | 59268      | 59253        |
| Haverskerque | 1.491 (2013)   | 9,17       | 163 Einw./km²      | 59293      | 59660        |
| Merville     | 9.713 (2013)   | 26,96      | 360 Einw./km²      | 59400      | 59660        |
| Neuf-Berquin | 1.229 (2013)   | 6,4        | 192 Einw./km²      | 59423      | 59940        |

Die niederländischen Bezeichnungen der Gemeinden sind:
- Le Doulieu: Zoeterstee
- Estaires: Stegers
- La Gorgue: De Gorge
- Haverskerque: Haverskerke
- Merville: Meregem
- Neuf-Berquin: Nieuw-Berkijn